# Wehrtechnische Dienststelle für landgebundene Fahrzeugsysteme, Pionier- und Truppentechnik
Die Wehrtechnische Dienststelle für landgebundene Fahrzeugsysteme, Pionier- und Truppentechnik (WTD 41) in Trier-Kürenz (Rheinland-Pfalz) ist eine von sechs Wehrtechnischen Dienststellen, die zum Organisationsbereich Ausrüstung, Informationstechnik und Nutzung (AIN) im Geschäftsbereich des Bundesamtes für Ausrüstung, Informationstechnik und Nutzung der Bundeswehr (ehemals Bundesamt für Wehrtechnik und Beschaffung) gehört. Das Areal am Grüneberg hat eine Größe von etwa 200 Hektar. Die Dienststelle wurde 1957 als Erprobungsstelle 41 aufgestellt und befindet sich seit 1960 auf dem Grüneberg. Die WTD 41 beschäftigt rund 400 (weit überwiegend zivile) Mitarbeiter (Stand: 2023). Sie ist nach der Qualitätsmanagementnorm ISO 9001:2000 zertifiziert.

## Aufgaben
Die WTD 41 bewertet, untersucht und erprobt landgebundene Fahrzeugsysteme (Rad-, Ketten- und Spezialfahrzeuge sowie Fahrzeuge mit Sonderaufbauten), Pionier- und Truppentechnik der Bundeswehr mit den zugehörigen Fahrzeugkomponenten. Darüber hinaus unterstützt die WTD 41 mit ihren Prüfständen die Rüstungsindustrie bei Forschungsaufträgen der Bundeswehr und stellt ebenfalls ihre Fähigkeiten zivilen Unternehmen zur Verfügung.
Für die Fahrzeugprüfungen sind unterschiedliche Prüfstände vorhanden. So werden am Rollenprüfstand die Versuchsfahrzeuge der Industrie unter stets gleichen Umweltbedingungen, unabhängig von Umwelteinflüssen, nach festgelegten Normen und Vorschriften getestet. Die Tests erstrecken sich dabei auf das gesamte Fahrzeug vom Antriebsstrang bis zur Leistungsfähigkeit der Klimaanlage bei gepanzerten Geräten. Für reale Einsätze werden so typische Bergfahrten simuliert gefahren, um die Standfestigkeit aktueller und zukünftiger Fahrzeuge sicherzustellen.
Für praktische Fahrtests stehen den Prüfern ein Außengelände mit mehreren Erprobungskursen (Schotterkurs, Schlechtwegstrecke, Geländekurs), ein 6,8 km langer, betonierter Rundkurs, ein Tiefwatbecken sowie verschiedene Erprobungsbahnen zur Verfügung. Die Bahnen mit den Namen „Waschbrett“, „Variables Waschbrett“, „Sinuswellenbahn“, „Knüppeldamm“, „Schweizer Bahn“, „Verwindungsbahn“, „Belgisch Block“ (Kopfsteinpflaster mit Schlaglöchern) und „Schrägbahn“ (mit 20 oder 30 Prozent Neigung) erlauben den Ingenieuren, die Belastbarkeit der Fahrwerke von Ketten- oder Radfahrzeugen zu prüfen. Des Weiteren stehen mehrere Erprobungsbahnen, darunter auch ein Teil des Flugplatzes Trier-Föhren, für Fahrsicherheitsuntersuchungen an Radfahrzeugen zur Verfügung. Außenanlagen befinden sich außerdem auf dem Truppenübungsplatz Baumholder und Fraulautern (Saarland).
Zusätzlich soll die WTD ein Klimazentrum erhalten, um Fahrzeuge und Material bei minus 50 Grad bis plus 70 Grad sowie einer Luftfeuchte von 10 % bis 100 % zu testen.

## Geschichte

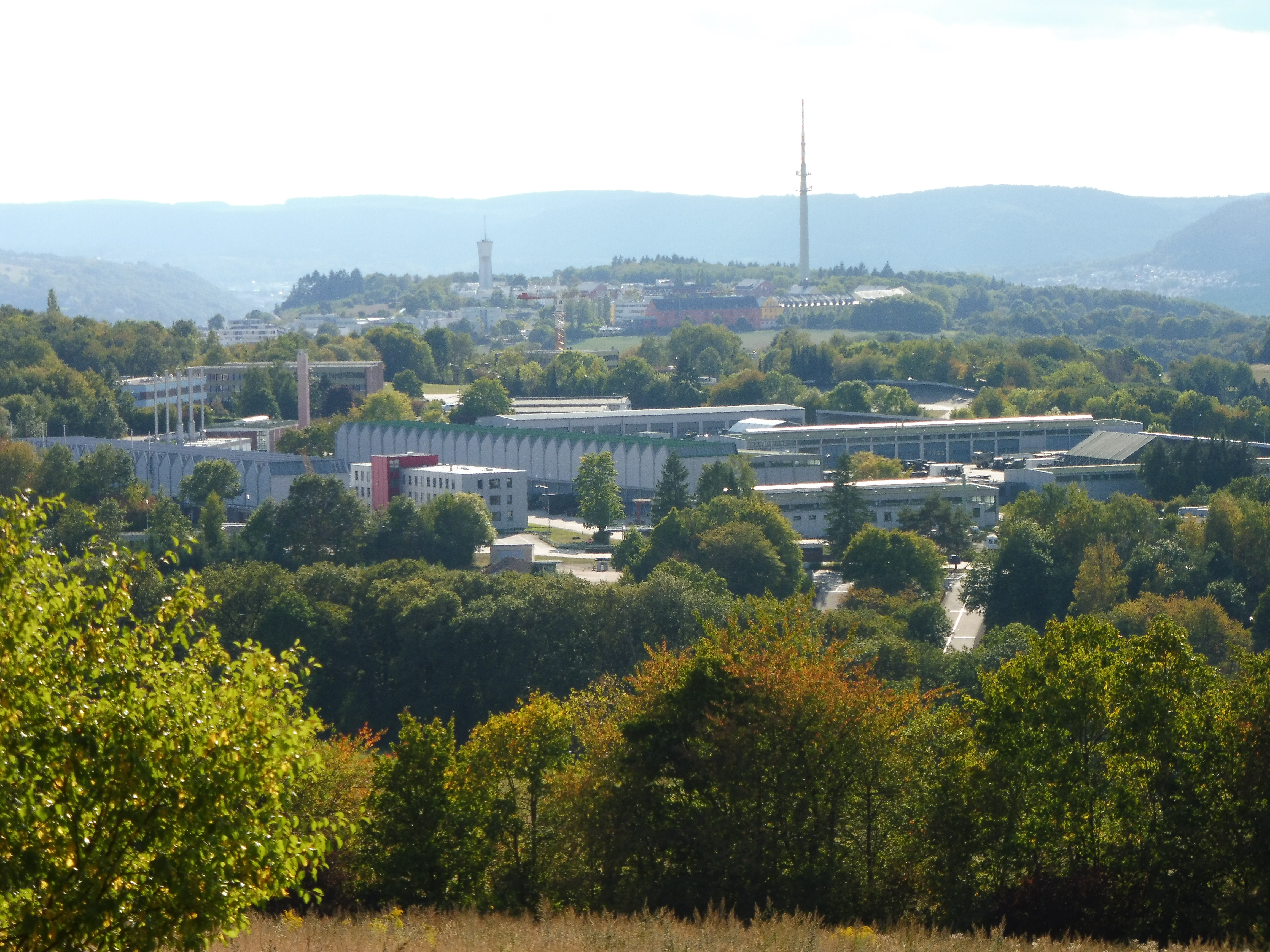
Wehrtechnische Dienststelle 41

Die Dienststelle wurde 1957 als Erprobungsstelle 41 gegründet und 1959 auf den Flugplatz Trier-Euren verlegt, 1960 erfolgte der Umzug auf den Grüneberg. Nach der Aufstellung des Bundesamtes für Ausrüstung, Informationstechnik und Nutzung der Bundeswehr (BAAINBw) am 1. Oktober 2012 wurde die zum 1. Januar 2013 aufgelöste Wehrtechnischen Dienststelle für Pionier- und Truppengerät (WTD 51) in Koblenz in die WTD 41 in Trier eingegliedert. Hierbei wurden die Aufgaben der WTD 51 überwiegend in die Strukturen der WTD 41 integriert, das Personal der WTD 51 wurde formell zur WTD 41 versetzt. Zudem wurde der Name der WTD 41 von Wehrtechnische Dienststelle für Kraftfahrzeuge und Panzer in Wehrtechnische Dienststelle für landgebundene Fahrzeugsysteme, Pionier- und Truppentechnik geändert. Das Gelände der WTD 51 in Koblenz-Metternich sollte bis 2017 geräumt werden. 2012–2014 wurden jedoch umfangreiche Bau- und Erneuerungsmaßnahmen an dem noch nicht an die Universität Koblenz/Landau abgegebenen Gelände (Wasserplatz) und Gebäuden durchgeführt. Der Außenplatz „Rübenacher Wald“ wird als Außenstelle der WTD 41 erhalten bleiben.
Obgleich sich auf dem Militärgelände nie ein Flugplatz befand, wurde am 25. April 1976 auf einem auf den Teststrecken der WTD 41 angelegten Rundkurs Grüneberg ein AvD-Flugplatzrennen Sembach ausgerichtet, das eigentlich auf der Sembach Air Base bei Kaiserslautern beheimatet war (1969–1975). Die für Fahrzeugklassen bis hin zur Formel 3 ausgeschriebene Rennveranstaltung wurde von einem tödlichen Unfall überschattet und fand nur einmalig hier statt.

## Wappen
Das Wappen der Dienststelle zeigt in einem gestrichelten Kreis einen Panzer über einer Brücke. Es wurde am 26. Februar 2013 durch Generalmajor Klaus Veit an den neuen Dienststellenleiter Wolfgang Wolf feierlich übergeben. Im Vorgängerwappen war lediglich die Brücke (als Teil des Abzeichens der eingegliederten WTD 51) noch nicht enthalten.